# Jeroen Zoet
Jeroen Zoet, född 6 januari 1991, är en nederländsk fotbollsmålvakt som spelar för AZ Alkmaar.

## Klubbkarriär
I januari 2020 lånades Zoet ut av PSV Eindhoven till FC Utrecht på ett låneavtal över resten av säsongen 2019/2020. Den 8 september 2020 värvades Zoet av den nyuppflyttade Serie A-klubben Spezia.
Den 15 juli 2024 värvades Zoet av AZ Alkmaar, där han skrev på ett treårskontrakt.

## Landslagskarriär
Zoet debuterade för Nederländernas landslag den 10 oktober 2015 i en 2–1-vinst över Kazakstan, där han byttes in i den 81:a minuten mot Tim Krul.